# Deltatheridium
A Deltatheridium az emlősök (Mammalia) osztályának és a Metatheria csoportnak egyik neme.

## Tudnivalók
A Deltatheridium (magyarul: „háromszögű szörny” vagy „hármas szörny”) a Metatheria emlősök egyik késő kréta korszaki neme. Az állat Mongólia területén élt. A Deltatheridium a kezdetleges metatheriák közé tartozik. Annak a vonalnak a tagja, amelyből később az erszényesek fejlődnek ki, például: a kengurufélék, a koalafélék és az oposszumok.
Az állat 15 centiméter hosszú lehetett. Habár főleg rovarokkal táplálkozhatott, a Deltatheridium ezek mellett kisebb hüllőkre is vadászhatott, vagy akár döghúst is fogyaszthatott. Az utóbbihoz a hegyes szemfogait használhatta.

## Rendszerezés
A nembe az alábbi 2 faj tartozik:
- Deltatheridium nessovi
- Deltatheridium pretrituberculare - típusfaj

## Kulturális hatása
A „Dinoszauruszok bolygója” (Dinosaur Planet) című amerikai dokumentumfilm-sorozat első részében, mely a „Fehér Taréj vándorlása” (White Tip's Journey) címet viseli, egy Deltatheridium is szerepel.

## Fordítás
- Ez a szócikk részben vagy egészben  a   Deltatheridium című angol Wikipédia-szócikk ezen változatának fordításán alapul.  Az eredeti cikk szerkesztőit annak laptörténete sorolja fel. Ez a jelzés csupán a megfogalmazás eredetét és a szerzői jogokat jelzi, nem szolgál a cikkben szereplő információk forrásmegjelöléseként.